# Città di Cottesloe
La città di Cottesloe è una delle 29 Local Government Areas che si trovano nell'area metropolitana di Perth, in Australia Occidentale. Essa si estende su di una superficie di 4 chilometri quadrati ed ha una popolazione di 7.066 abitanti.